# August-Streiks 1980 in Polen

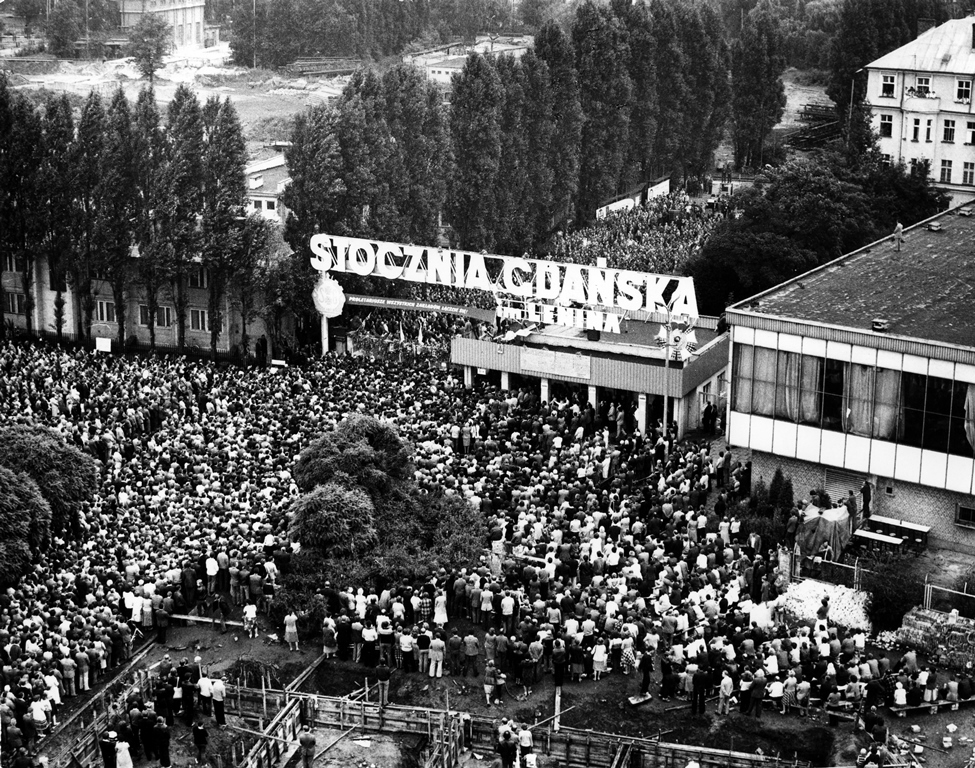
August-Streiks in der Danziger Leninwerft, 1980

Die August-Streiks 1980 in Polen waren eine Reihe von Arbeitsniederlegungen in der kommunistisch regierten Volksrepublik Polen.
Tatsächlich fanden die ersten Streiks in Świdnik und Lublin Anfang Juli statt, Lubliner Juli genannt, und die ersten Protest-Arbeitsniederlegungen gab es in dieser Region schon im Frühjahr 1980. Er ging in die Geschichte ein durch die Streiks an der Ostseeküste. Als Resultat der Lubliner Ereignisse breiteten sich die Streiks in benachbarte Regionen aus, und schließlich wurde in zahlreichen Städten im ganzen Land gestreikt. Der wohl wichtigste Streik wurde am 14. August von den Freien Gewerkschaften (Wolne Związki Zawodowe Wybrzeża) auf der Danziger Werft ausgerufen (gefordert wurden u. a. die Rücknahme der Kündigung von Anna Walentynowicz, eine Lohnerhöhung, der Bau eines Denkmals für die Opfer vom Dezember 1970), dem sich die Delegationen bestreikter Betriebe aus anderen Städten anschlossen.
Mit dem August 1980 begann eine 15 Monate währende Periode relativer Freiheit in der polnischen Gesellschaft und es entstand eine soziale Bewegung, die sich in kurzer Zeit in die Solidarność wandelte. Beendet wurde diese Phase mit der Verhängung des Kriegsrechts im Dezember 1981. Insgesamt gelten die Streiks als wichtiger Meilenstein auf dem Wege zum Systemwandel, der schließlich zum Zusammenbruch der Volksrepublik Polen und zur Errichtung der Dritten Polnischen Republik führte.

## Chronik
- 14. August – Jerzy Borowczak, Bogdan Felski und Ludwik Prądzyński rufen unter Führung von Bogdan Borusewicz einen Streik auf der Danziger Leninwerft aus. Auf der bestreikten Werft trifft Lech Wałęsa ein. Die Arbeiter fordern: die Wiedereinstellung von Anna Walentynowicz und Lech Wałęsa, die Errichtung eines Denkmals für die Opfer des Dezember 1970, die Garantie der Sicherheit der Streikenden, Lohnerhöhungen, Teuerungs- und Familienzuschlag.

- 15. August – dem Streik schließt sich die Werft der Pariser Kommune in Gdynia an. Henryka Krzywonos hält ihre Straßenbahn der Linie 15 an und setzt damit einen Streik der städtischen Verkehrsmittel in Danzig in Gang. Die Telefonverbindungen werden blockiert.

- 16. August – die Leitung der Danziger Werft erklärt sich einverstanden, die Forderungen der Werftarbeiter zu realisieren. Das Streikkomitee beschließt den Streik zu beenden. Lech Wałęsa gibt auf Vorschlag anderer streikender Betriebe einen Solidaritätsstreik bekannt. Henryka Krzywonos, Ewa Osowska, Alina Pienkowska und Anna Walentynowicz halten abziehende Werftarbeiter auf. Ein Zwischenbetriebliches Streikkomitee (Międzyzakładowy Komitet Strajkowy – MKS) wird einberufen.

- 17. August – 21 Forderungen des MKS werden aufgestellt, es wird eine hl. Messe durch den Priester Henryk Jankowski gelesen, den Prälaten der Danziger Pfarrei der hl. Brigida, unter Teilnahme tausender Menschen, auf dem Platz vor dem Haupttor zur Werft steht ein Gedenkkreuz für die Opfer des Dezember 1970.

- 18. August – dem MKS haben sich bereits 156 Betriebe an der Küste angeschlossen. In Stettin beginnt ein Streik auf der Werft Adolf Warski.

- 19. August – die Machthaber bemühen sich, die Solidarität der Streikenden zu brechen, es werden „konkurrierende“ MKS-Organisationen geschaffen. Das MKS der Danziger Werft vereinigt 253 Betriebe.

- 20. August – das Regime lehnt weiterhin Gespräche mit dem MKS ab, den Streikenden schließen sich die Technische Universität, wie auch die Universität Danzig sowie die Oper und die Philharmonie Danzigs an. Das MKS repräsentiert 304 Betriebe.

- 21. August – eine Regierungsdelegation mit Mieczysław Jagielski kommt nach Danzig, dem Streik schließen sich Betriebe in Elbląg und Słupsk an. Das Danziger MKS vertritt 350 Betriebe. Die Regierungsdelegation versucht, unter Nichtbeachtung des MKS Gespräche aufzunehmen.

- 22. August – das MKS fordert die Regierung zur Aufnahme von Gesprächen auf. In Stettin nimmt eine Regierungsdelegation Gespräche mit dem dortigen MKS auf, das 97 Betriebe vertritt.

- 23. August – das MKS repräsentiert 388 Betriebe, eine Regierungsdelegation kommt in Danzig an und nimmt Gespräche auf. Es erscheint die erste Nummer des Streik-Informations-Bulletins „Solidarność“.

- 24. August – nach Danzig kommt auf Einladung des MKS eine Gruppe von Experten. In diese Experten-Kommission sind berufen Tadeusz Mazowiecki, Bohdan Cywiński, Bronisław Geremek, Tadeusz Kowalik, Waldemar Kuczyński, Jadwiga Staniszkis, Andrzej Wielowieyski und zu einem späteren Zeitpunkt stoßen dazu Jerzy Stembrowicz, Andrzej Stelmachowski und Jan Strzelecki.

- 25. August – es wird eine Pressekonferenz durch den Sprecher des MKS Lech Bądkowski abgehalten. Er informiert, dass die Gespräche bis zur Freigabe der blockierten Telefonverbindungen nicht weitergeführt werden.

- 26. August – neuerliche Gespräche mit der Regierungsdelegation finden zum Thema der Bildung freier Gewerkschaften statt. Die Regierungsdelegation belässt es bei der Reform der bisherigen Gewerkschaftsverbände. Ein MKS entsteht in Breslau, Solidaritätsstreiks mit der Danziger Werft brechen aus in Krakau, Warschau, Poznań, Łódź, Rzeszów und anderen Städten.

- 27. August – das MKS aus Elbląg übergibt seine Befugnisse demjenigen aus Danzig, das 630 Betriebe vertritt. Streiks beginnen in Wałbrzych, Bielsko-Biała, Świdnica und in den Ursus-Werken in Warschau.

- 28. August – eine Delegation aus Breslau erreicht Danzig. Lech Wałęsa schlägt vor, die in Danzig geschlossene Übereinkunft auf das ganze Land zu übertragen. Die Herrschenden antworten mit der Verhaftung von Oppositionellen.

- 29. August – die Gespräche mit der Regierungsdelegation befinden sich in der Sackgasse, die Gretchenfrage ist die Errichtung freier Gewerkschaften. Nach Danzig kommt eine MKS-Delegation aus Bydgoszcz, Bergwerke in Oberschlesien werden bestreikt.

- 30. August – das MKS unterschreibt eine Übereinkunft mit der Regierungsdelegation. Auf der Danziger Werft erfolgt eine schrittweise Anerkennung von Teilen der 21 Forderungen. Lech Wałęsa fordert das Ende der Repressionen gegenüber den Oppositionellen. Das MKS entscheidet sich zum Weiterführen der Gespräche erst zum Augenblick der Befreiung der politischen Gefangenen.

- 31. August – es wird eine Übereinkunft zwischen dem MKS der Danziger Werft, das 700 Betriebe vertritt, und der Regierungsdelegation unterzeichnet.

## Bedeutendste Streiks in der Volksrepublik Polen
- Juni 1956 – Posener Aufstand
- Dezember 1970 – Aufstand vom Dezember 1970 in Polen
- Juni 1976 – Polnischer Volksaufstand im Juni 1976 in Ursus, Radom, Płock
- August 1980 – Danzig, Stettin, Elbląg u. a. Solidarność

## Sonstiges
Die Katholische Kirche in Polen hatte während der ganzen Zeit des Kommunismus eine besondere Rolle in Polen. Die Wahl eines Polen zum Papst (Johannes Paul II.) stärkte diese Rolle noch.
1979 stieg im Zuge der zweiten Ölpreiskrise der Ölpreis; dies trug in vielen Ländern zu einer Rezession bei (damals herrschte in vielen Ländern Stagflation).
Im Dezember 1979 begann die Sowjetunion den  Afghanistankrieg. Dies und die Aufrüstung der Sowjetunion mit SS-20-Raketen trug dazu bei, den Kalten Krieg weiter zu verschärfen. In Moskau regierte zur Zeit der Auguststreiks Leonid Breschnew. 